# Sad (Musiker)
Sad (* 11. Februar 1977; bürgerlicher Name Sandro Durrer), auch SAD geschrieben, ist ein Schweizer Musikproduzent und Rapmusiker.
Sad produziert für diverse Schweizer Musiker wie Baze, Sektion Kuchikäschtli, Luut & Tüütli, Bandit, Seven, 6er Gascho, Gimma oder Wurzel 5. Er war bei den Stägehuus Sessions des Labels Otravez als einer der Hauptproduzenten beteiligt und veröffentlichte 2004 sein erstes Album Update, welches Remixes bekannter Mundart-Rap Lieder vereinigt. Im Jahre 2008 kam sein zweites Werk Play heraus auf dem er mit Musikern wie Chris Wicky, Philipp Fankhauser, Semantik und The Delilahs, aber auch mit altbekannten Rappern zusammenarbeitete. Sein drittes Album Smalltalk erschien am 29. Januar 2010.
Des Weiteren produzierte Sad grosse Teile der Alben Mis Leba isch so Scheisse und I gega d’Schwiiz von Gimma, Jugendstil von 6er Gascho sowie zahlreiche Instrumentals auf dem Album Ke Summer von Chlyklass. Im Jahr 2008 gründete er mit Baldy Minder und Benedikt Wieland das Independent-Label EquipeMusic.
Sad steht beim Label Nation Music unter Vertrag. Er lebt in Bern und hat drei Kinder.

## Diskografie

### Alben
- 2004: Update - CH Hip-Hop Remixes
- 2008: Play
- 2010: Smalltalk
- 2013: Update 2
- 2015: Inoue (LCone, Ali & Sad)
- 2017: Ü

### Singles
- 2008: Play (Promo-Single)
- 2010: Jede Rappe zellt (feat. Greis, Adrian & Muriel)
- 2012: 1 (featuring Büne Huber & Lo&Leduc)

### Videoclips zu von Sad produzierten Liedern
- 2004 Schriis (Wurzel 5)
- 2004: Sense (feat. Züri West & Greis)
- 2004: Und überhaupt... (feat. Luut & Tüütli, DJ Link & DJ Ram-C)
- 2004: Leider... (Baze)
- 2006: Kuttifunk (Jürg Halter)
- 2006: Für 1 hets immer no glangt (Breitbild)
- 2006: Ha ke Bock (6er Gascho)
- 2006: Ender weniger (Baze)
- 2006: Vakuum (Modo)
- 2007: Links, Rechts (Gimma)
- 2007: Jugendstil (6er Gascho & B-Tight)
- 2007: Nur 1 Tropfe / Une seule goutte (Greis)
- 2008: Rain (feat. Stress & Seven)
- 2008: Hey! (feat. Aman)
- 2010: Jede Rappe zellt (feat. Greis, Adrian & Muriel)
- 2010: My Way (feat. Gamebois & Manillio)[5]
- 2010: Elefant (feat. Aman)
- 2011: Kämpfernatur (Sad & Knackeboul)
- 2012: 1 (feat. Büne Huber, Lo & Leduc)
- 2013: Wällebrächer (feat. Phumaso & Smack)
- 2013: Wolf (feat. Mimiks & Leduc")
- 2013: Mit Links (DIens)
- 2013: Gott spile (DIens)